# Aquemini
Aquemini er det tredje studiealbum fra den amerikanske hip hop-duo OutKast. Det blev udgivet den 29. september 1998 af LaFace Records.  Albumtitlen er et portmanteau-ord af duoens stjernetegn, Aquarius (da: Vandmanden, Big Boi) og Gemini (da: Tvillingerne, André 3000).

## Numre
| 1.    | "Hold On, Be Strong""                              | Donny Mathis                                                                       | Donny Mathis Outkast | 1:11 |
| 2.    | "Return of the 'G'"                                | Giorgio Moroder Organized Noize Antwan Patton André Benjamin                       | Organized Noize      | 4:49 |
| 3.    | "Rosa Parks"                                       | Patton Benjamin                                                                    | Outkast              | 5:24 |
| 4.    | "Skew It on the Bar-B" (featuring Raekwon)         | Morton Stevens Organized Noize Patton Benjamin Corey Woods                         | Organized Noize      | 3:15 |
| 5.    | "Aquemini"                                         | Patton Benjamin                                                                    | Outkast              | 5:19 |
| 6.    | "Synthesizer" (featuring George Clinton)           | Patton Benjamin George Clinton                                                     | Outkast              | 5:11 |
| 7.    | "Slump"                                            | Patton Jamahr Williams Frederick Bell                                              | Outkast              | 5:09 |
| 8.    | "West Savannah"                                    | Organized Noize Patton                                                             | Organized Noize      | 4:03 |
| 9.    | "Da Art of Storytellin' (Pt. 1)"                   | David Sheats Patton Benjamin                                                       | Mr. DJ               | 3:43 |
| 10.   | "Da Art of Storytellin' (Pt. 2)"                   | Sheats Patton Benjamin                                                             | Mr. DJ               | 2:48 |
| 11.   | "Mamacita"                                         | Organized Noize Patton Benjamin Masada Hogans Erin Johnson                         | Organized Noize      | 5:52 |
| 12.   | "SpottieOttieDopaliscious"                         | Patton Benjamin Patrick Brown                                                      | Outkast              | 7:07 |
| 13.   | "Y'all Scared" (featuring T-Mo, Big Gipp og Khujo) | Sheats Patton Benjamin Robert Barnett Willie Knighton, Jr. Cameron Gipp            | Mr. DJ               | 4:50 |
| 14.   | "Nathaniel"                                        |                                                                                    |                      | 1:10 |
| 15.   | "Liberation" (with Cee-Lo)                         | Patton Benjamin Ruben Bailey Erica Wright Joi Gilliam Myrna Crenshaw Thomas Burton | OutKast              | 8:46 |
| 16.   | "Chonkyfire"                                       | Patton Benjamin                                                                    | Outkast              | 6:10 |
| 74:47 |                                                    |                                                                                    |                      |      |